# Louise Pauli

Louise Pauli

Louise Pauli (* 21. Juli 1774 in Stettin; † 27. Juni 1823 in Berlin) war eine deutsche Buchdruckerin und Verlegerin. Sie führte das 1761 von ihrem zweiten Ehemann Joachim Pauli in Berlin begründete Verlagshaus bis zu ihrem Tod im Jahr 1823 weiter.

## Leben
Louise Christiane Jacobine Pauli, geborene Schüler stammte aus einer der Oberschicht angehörenden Familie im damals preußischen Stettin. Sie verlor schon früh ihren Vater und wurde zusammen mit drei jüngeren Geschwistern von ihrer Mutter aufgezogen. Hübsch, intelligent, vielfältig interessiert und in künstlerischen Dingen geschickt fand sie schnell Zugang zu den 'besseren Kreisen' ihrer Geburtsstadt. Mit siebzehn heiratete sie einen jungen begüterten Fabrikanten. Aus der elf Jahre währenden Ehe gingen fünf Kinder hervor, von denen nur zwei ihre Mutter überlebten. 1802 wurde die Ehe geschieden und bald darauf heiratete Louise den über 30 Jahre älteren Buchhändler und Geheimen Kommerzienrath Joachim Pauli, der bereits 1812 verstarb und sie zur einzigen Erbin seiner Buchhandlung einsetzte. Sie übernahm das infolge der Kriegsereignisse schlecht laufende Geschäft und sanierte das Unternehmen durch einen harten Sparkurs und die Veräußerung von Geschäftsteilen. Ihrem unternehmerischen Geschick verdankt sich das Überleben der seit 1773 in Paulis Verlag erschienenen Krünitzschen Encyklopädie während der napoleonischen Zeit. Durch Kontaktaufnahme zu einflussreichen Staatsmännern wie dem Freiherrn von Stein verstand es die Verlegerwitwe, dem Flaggschiff ihres Verlags neue Abonnenten im öffentlichen Raum (Schulen, Archive und Bibliotheken) zu gewinnen. Nicht zuletzt, um Unterstützung im Verlagsgeschäft zu haben, heiratete sie im Mai 1823 erneut. Ihr dritter Ehemann, ein ehemaliger Hospitaldirektor und Geheimer Sekretär namens C. H. Mowinkel musste bereits wenige Wochen später die ihm qua Erbvertrag übereignete Paulische Buchhandlung alleine weiterführen. Außer in einem Nachruf eines ihrer Angestellten, dem sie 1813 den Redaktionsposten der Krünitzschen Encyklopädie übertragen hatte, hat ihr über zehn Jahre währendes verlegerisches Wirken keine Spuren hinterlassen.